# Trioza mexicana
Trioza mexicana är en insektsart som beskrevs av Crawford 1911. Trioza mexicana ingår i släktet Trioza och familjen spetsbladloppor. Inga underarter finns listade i Catalogue of Life.